# Eichelspecht
Der Eichelspecht (Melanerpes formicivorus) ist ein mittelgroßer Vertreter der Gattung Melanerpes innerhalb der Unterfamilie der Echten Spechte (Picinae). Die auffällige und nicht seltene Art ist vom Südwesten Washingtons südwärts bis ins nordwestliche Südamerika verbreitet. Wie einige andere Melanerpes-Arten leben auch Eichelspechte meist in Familiengruppen, in denen eine höchst differenzierte Sozialstruktur ausgebildet ist. Die geographische Variation ist groß: Es werden über zehn Unterarten beschrieben, von denen sieben allgemein anerkannt sind. Fast alle Unterarten sind Standvögel und betreiben eine intensive herbstliche Vorratshaltung.

## Merkmale
Eichelspechte sind mit 22–24 Zentimeter Körperlänge etwa buntspechtgroß. Bei ausreichenden Lichtverhältnissen sind sie in ihrem Lebensraum mit keiner anderen Spechtart zu verwechseln.
Der Rücken und die oberen Flügeldecken sind glänzend schwarz; je nach Lichteinfall irisieren diese Körperpartien grünlich, bläulich oder purpurn. Der Bürzel und die Unterschwanzdecken sind auf weißem Grund unterschiedlich deutlich schwarz gestrichelt. Die Arm- und Handschwingen sind auf der Oberseite weitgehend glanzlos schwarz, im Bereich der Basen der Handschwingen zeigt sich ein weißer Fleck. Die Unterflügeldecken sind schwarz und weisen eine feine weiße Strichelung auf, die Unterseite der Arm- und Handschwingen ist stumpfer schwarz oder braunschwarz. Die beiden zentralen Steuerfedern sind verlängert und laufen spitz zu; häufig, insbesondere bei jungen Individuen, zeigen sie feine weiße oder goldgelbe Einschlüsse. Bei einigen Vögeln sind die Basen der Steuerfedern weiß.

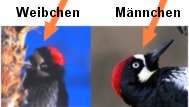
Unterscheidung von Männchen und Weibchen

Die Zeichnung und Färbung von Kopf und Gesicht sind recht deutlich geschlechtsdifferenziert. Beim Männchen sind Scheitel und oberer Nackenbereich leuchtend scharlachrot gefärbt; vom unteren Nacken zieht sich ein schwarzes Feld bogenförmig über das Auge, das markant vom Weiß des übrigen Gesichtes begrenzt wird. Der schwarze Schnabel ist an der Basis von einem schwarzen
Bereich umgeben; auch der obere Teil der Kehle ist schwarz. Die Brust und der untere Kehlbereich sind weißlich oder gelblich-weiß. Das schwärzliche Brustgefieder weist eine deutliche weiße Zeichnung auf, bei einigen Unterarten sind dort auch rote Federn eingelassen. Die Iris ist weiß. Bei Weibchen ist der scharlachrote Fleck auf den hinteren Scheitel- und oberen Nackenbereich beschränkt. Zur Stirn hin ist er durch ein schwarzes Band von den weißen Gefiederpartien der Stirn getrennt. Beim Männchen grenzt das Rot des Scheitels direkt an das Weiß der Stirnpartie. Füße und Zehen sind dunkelgrau. Männchen sind geringfügig größer und schwerer als Weibchen.
Das Jugendgefieder ist dem Adultgefieder ähnlich, die schwarzen Gefiederanteile sind jedoch etwas heller und weitgehend glanzlos. Der Brustbereich ist häufig bräunlich, die Iris ist schwarz. Die Geschlechtsbestimmung bei Jungvögeln ist schwierig, da Männchen und Weibchen eine gleich große rote Kopfplatte tragen. Am Ende des ersten Lebensjahres mausern Eichelspechte ins Adultgefieder.
Der Flug ist ein für Spechte typischer Bogenflug, wobei im Wellental die Flügel eng an den Körper angelegt werden. Markante Erkennungszeichen sind neben der charakteristischen Gesichtszeichnung der weiße Bürzel und die weißen Flügelfelder im Bereich der Handschwingenbasen.

### Stimme
Familiengruppen des Eichelspechtes sind das ganze Jahr über akustisch sehr auffällig, während sich einzelne Paare bedeutend ruhiger verhalten. Häufigste Lautäußerung sind der oft mit Wäke-wäke transkribierte Begrüßungsruf und ein ebenfalls zweisilbiges, meist gereiht vorgetragenes Element, das sich in etwa mit Jäk-up beschreiben lässt und vor allem in antagonistisch gestimmten Situationen geäußert wird. Daneben sind eine Reihe krächzender und kreischender Laute zu hören. Die Trommelwirbel sind relativ langsam; sie bestehen aus bis zu 20 Einzelelementen.

## Verbreitung und Lebensraum

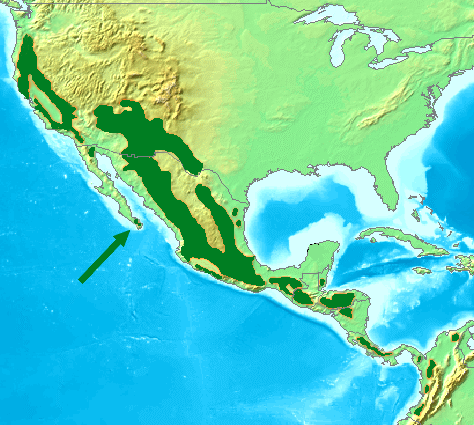
Verbreitung des Eichelspechtes

Das Verbreitungsgebiet des Eichelspechtes reicht vom westlichen, pazifiknahen Nordamerika südwärts über weite Teile Mexikos und Mittelamerikas bis in die nördlichen Andenregionen Kolumbiens. Die nördlichsten Vorkommen bilden kleine, isolierte Populationen im Süden Washingtons; fragmentiert und lückenhaft sind die Brutgebiete in Oregon und im nördlichen Kalifornien. Nach Süden und Südosten zu sind geeignete Mittelgebirgs- und Gebirgsregionen fast flächendeckend besiedelt. Auf der Baja California bestehen zwei kleine isolierte Vorkommen. Nach Südosten ist der Eichelspecht in den Bergregionen Arizonas und Neu-Mexikos und lückenhaft im westlichen und zentralen Texas verbreitet. In Mexiko bewohnt die Art vor allem die lichten Eichenwälder der westlichen Küstengebirge sowie die Gebirgsregionen der östlichen und südlichen Sierra Madre. In Mittelamerika sind die Vorkommen weitgehend auf Bergregionen beschränkt. Weitgehend isoliert von diesen mehr oder weniger geschlossenen Verbreitungsgebieten brütet die Art in den Maya Mountains im südlichen Belize, in den daran angrenzenden guatemaltekischen Gebieten sowie im zentralen Bergland Panamas. An den nördlichen und zentralen Andenabhängen Kolumbiens bestehen voneinander weiträumig getrennte Brutvorkommen.
Da Eichelspechte bei Nahrungsmangel weit umherstreifen, etablieren sie gelegentlich Brutvorkommen weit vom geschlossenen Vorkommensgebiet entfernt. In den USA bildet zurzeit eine kleine Population auf Santa Catalina den westlichsten Vorposten, eine im Kerr County in Texas den südöstlichsten.

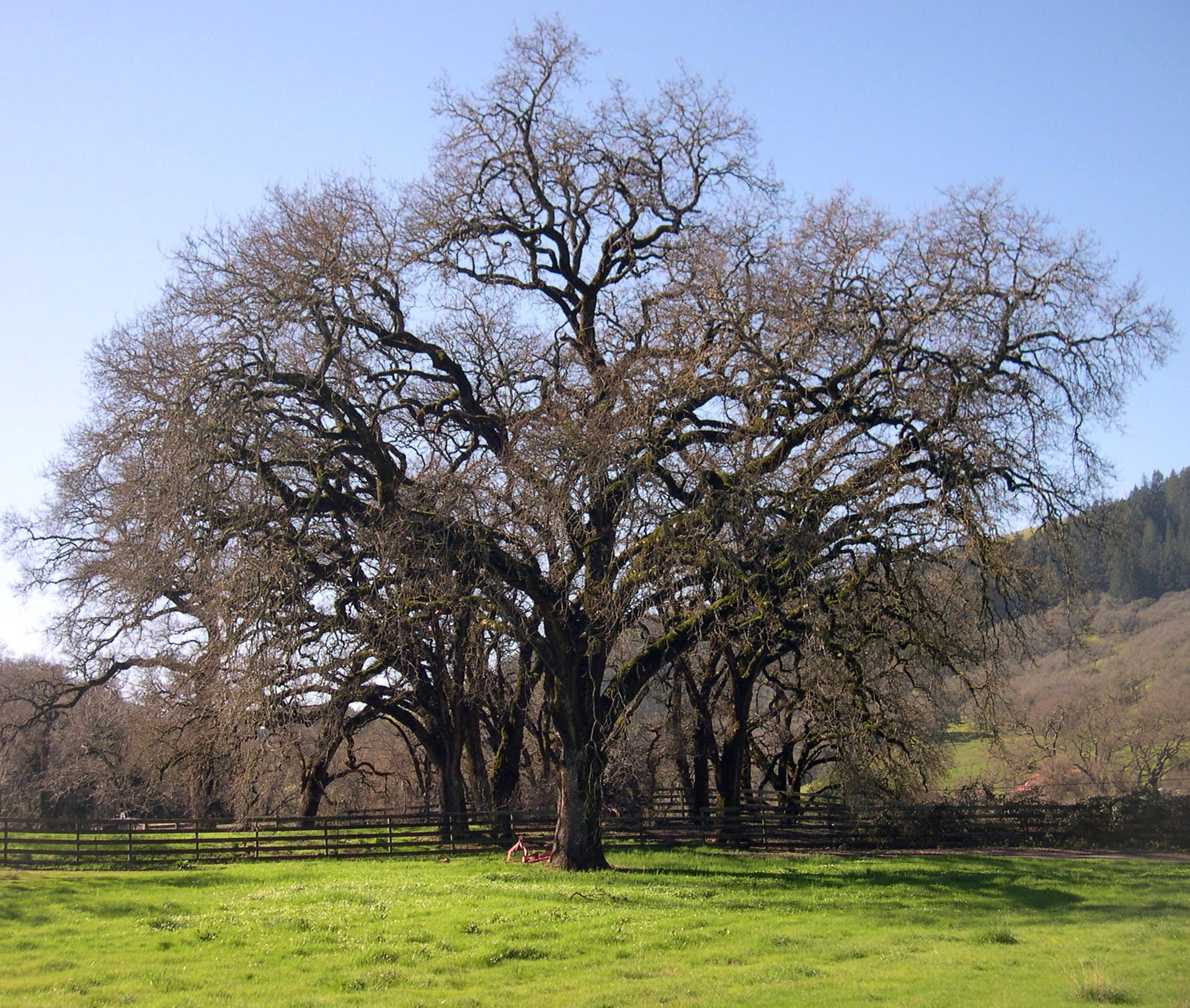
Die Kalifornische Weiß-Eiche (Quercus lobata), ein wichtiger Nahrungs- und Brutbaum der Niederungsgebiete

Bevorzugte Lebensräume der Art sind aufgelockerte Eichenwälder und Eichen-Kiefern-Mischwälder. Die Art dringt auch entlang von vor allem mit Pappelarten bestandenen Flussläufen in semiaride Gebiete vor und besiedelt große Parks, Friedhöfe oder andere anthropogen gestaltete Landschaften, solange ausreichend Eicheln als Winternahrung zur Verfügung stehen. In den nördlichsten Verbreitungsgebieten brütet der Eichelspecht in reinen Koniferenbeständen, im Süden in tropischen Hartlaubgehölzen. Im südlichen Mittelamerika und in Kolumbien ist die Bindung an Eichen als Nahrungsbaum zwar ebenfalls vorhanden, aber nicht so ausschließlich wie im nördlichen Teil des Verbreitungsareals. Neben Eichen, von deren Früchten viele Populationen des Eichelspechtes sehr stark abhängen, muss ein optimales Habitat ein ausreichendes Angebot an Ameisen und anderen Insekten bereitstellen sowie tote Bäume oder zumindest abgestorbene starke Äste aufweisen, in die Nist- und Schlafhöhlen gezimmert werden können. Auch in Kolumbien, wo das ganze Jahr über Fluginsekten, Früchte und Baumsäfte zur Verfügung stehen, und die Früchte der einzigen dort vorkommenden Eichenart nur eine untergeordnete Bedeutung für die Ernährung der Art haben, sind Eichengehölze, die sogenannten Robledales, bevorzugte Lebensräume.
Eichelspechte sind vor allem Brutvögel der Mittelgebirge und der montanen Zonen. In vielen Bereichen ihres Verbreitungsgebietes steigen sie bis zur natürlichen Verbreitungsgrenze ihrer Brut- und Nahrungsbäume auf, in Kolumbien bis über 3500 Meter. Im südlichen Mittelamerika und in Kolumbien fehlt die Art unter 1500 Meter weitgehend. Nur in Teilen Kaliforniens, auf der Baja California sowie an den Südwestabhängen der Sierra Madre del Sur brüten Eichelspechte in tiefgelegenen, küstennahen Bereichen.

### Raumbedarf und Territorialität
Eichelspechte sind während des gesamten Jahres territorial. Die Größe der einzelnen Territorien ist jedoch äußerst unterschiedlich. In günstigen Gebieten liegt sie unter 10 Hektar, in suboptimalen Regionen sind die Reviere um ein Vielfaches größer. Gegenüber Artgenossen verteidigt der gesamte Familienverband die Schlüsselstellen, das sind die Brut- und Schlafhöhlen, die Speicher sowie die Nahrungs- und Saftbäume. Neben Artgenossen werden auch direkte Höhlen- oder Nahrungskonkurrenten aus der Umgebung dieser Stellen vertrieben. Andere Spechtarten, Krähen, Eulen und Stare werden energisch während des gesamten Jahres attackiert, auch gegenüber den in seinem Lebensraum vorkommenden Hörnchen verhalten sich Eichelspechte aggressiv. Andere Vogelarten werden meist geduldet, auch wenn sie die gleichen Nahrungsressourcen nutzen. In Mittelamerika wurden häufig Gesellschaften von Quetzals, Tukanen und Eichelspechten beim Früchteverzehr beobachtet.

### Wanderungen
Die meisten Populationen des Eichelspechtes sind Standvögel. Nur wenn die Vorratsspeicher erschöpft sind, verlassen sie ihr Brutgebiet und streifen meist kleinräumig umher. Nur bei weiträumig schlechtem Eichelangebot sind auch Wanderungen über einige 100 Kilometer möglich. Solche Situationen können zu sogenannten Wanderjahren führen, in denen Familiengruppen weit umherstreifen, ohne zu brüten. Sie können dann auch in Gebieten angetroffen werden, in denen sie sonst fehlen.
Nur eine in den Huachuca-Bergen im südöstlichen Arizona verbreitete Population hat ein davon abweichendes Verhalten entwickelt. Die Spechte dieser isolierten Region legen selbst bei einem großen Angebot an Eicheln keine Speicher an, sondern verwahren nur einige Eicheln in Rindenritzen oder sonstigen Spalten. Diese Vorräte sind bald aufgebraucht. Danach verlassen alle Eichelspechte das Gebiet und ziehen in die lockeren Eichenwälder der östlichen Sierra Madre in Mexiko. Im Frühjahr kehren sie in ihr angestammtes Brutgebiet zurück.

## Nahrung und Nahrungserwerb

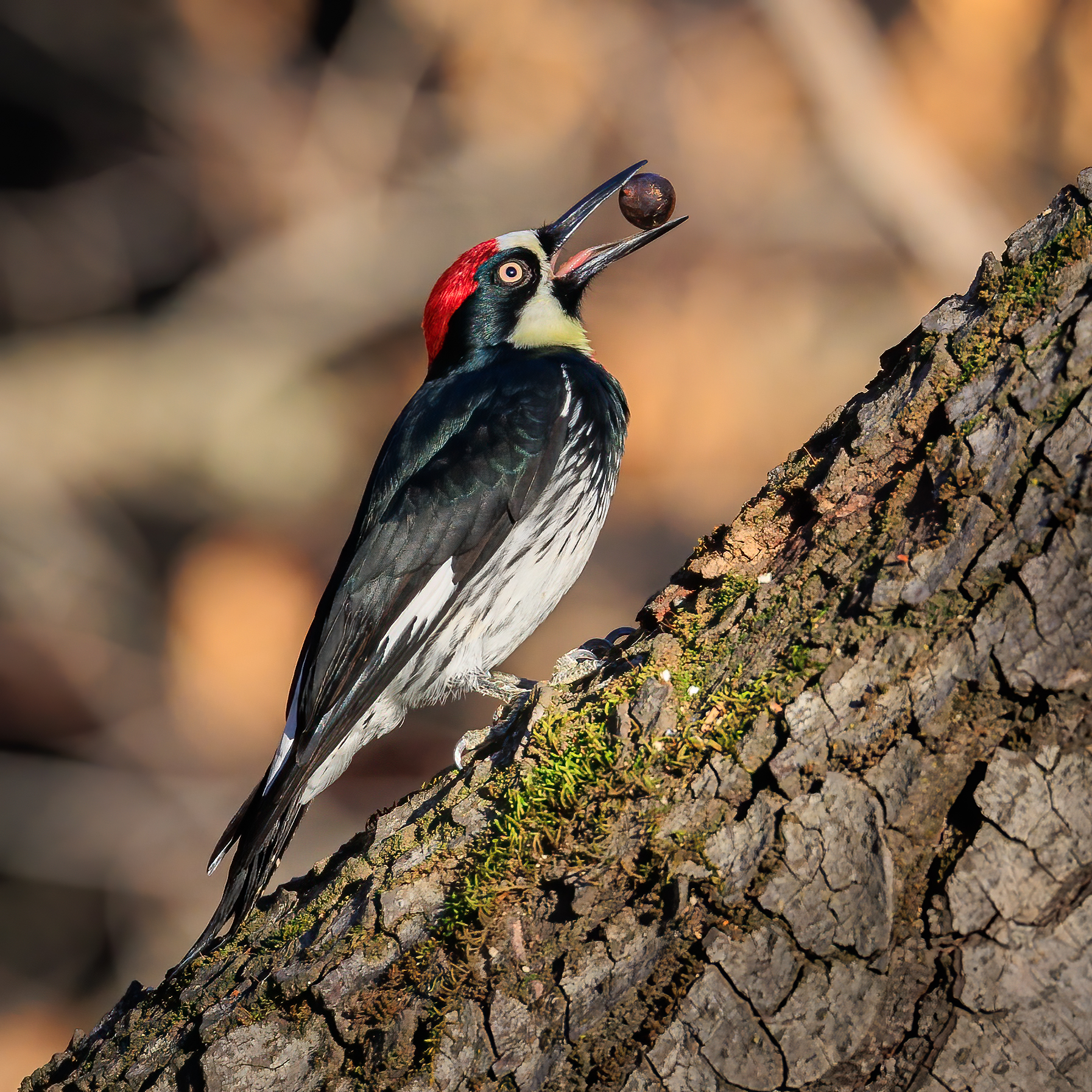
Eichelspecht bei der Futtersuche

Eichelspechte ernähren sich sowohl von animalischer als auch von vegetabiler Kost. Der vegetabile Anteil ist höher, obwohl Insekten bevorzugt werden, wenn sie denn zur Verfügung stehen. Neben Ameisen, insbesondere schwärmenden Geschlechtstieren, werden unterschiedliche Schmetterlingsarten, Fliegen, Läuse und Zikaden sowie Käfer und Wanzen erbeutet; die quantitative Zusammensetzung variiert und hängt von der saisonalen und regionalen Verfügbarkeit der Beutetiere ab. Holzbewohnende Käferlarven spielen im Nahrungsspektrum der Art keine Rolle. Daneben erbeuten Eichelspechte gelegentlich kleine Eidechsen, Säugetiere, Jungvögel und Vogeleier.
Der vegetabile Nahrungsanteil besteht vor allem aus Eicheln unterschiedlicher Eichenarten, der in vielen Populationen mehr als die Hälfte der aufgenommenen Nahrungsenergie ausmacht. Daneben werden verschiedene Nüsse, insbesondere Mandeln und Walnüsse, Kiefernsamen sowie Obst, Beeren und Gräsersamen verzehrt. Im Spätwinter und zeitigen Frühjahr bilden Baumsäfte eine wichtige Nahrungsergänzung. Im Lebensraum des Eichelspechtes in Kolumbien kommt nur eine Eichenart, Quercus humboldtii, vor. Eicheln spielen dort deshalb auch keine überragende Rolle. Hier überwiegen das ganze Jahr über Insekten, Früchte und Baumsäfte; gelegentlich wird auch Blütennektar aufgenommen.
Eichelspechte erbeuten ihre Insektennahrung vor allem im Fluge. Meist wird sie von einem Ansitz aus erspäht und in einem kurzen Ausfallsflug gefangen. Kleine Beutetiere werden sofort gefressen, größere zu einer geeigneten Schmiede getragen und dort bearbeitet. Baumbewohnende Insekten werden von der Stamm-, Ast- oder Blattoberfläche abgelesen, manchmal werden auch lose Rindenstücke abgelöst; auch in Rindenritzen und Holzspalten bohrt die Art nach sich verbergenden Beutetieren. Echte Hackarbeit wurde nur ganz selten festgestellt. Häufig halten sich die Spechtgruppen dabei im oberen Stamm und Kronenbereich auf; nur selten erscheinen Eichelspechte auf dem Boden. Die Früchtenahrung wird direkt vom Baum gepflückt, Eicheln meist einzeln. Baumsäfte gewinnt er durch Anbohren saftführender Stämme und Äste, wobei die Löcher, in denen sich der Baumsaft sammelt, unregelmäßig auf Stämmen und Ästen verteilt sind. Vor allem Eichenarten werden als Saftlieferanten genutzt. Fast alle Aktivitäten zur Nahrungsaufnahme vollziehen sich in der Gruppe; dabei sind laufend unterschiedlich getönte Wäke-Rufe zu hören; innerartliche Aggression besteht beim Nahrungserwerb kaum.

## Vorratshaltung

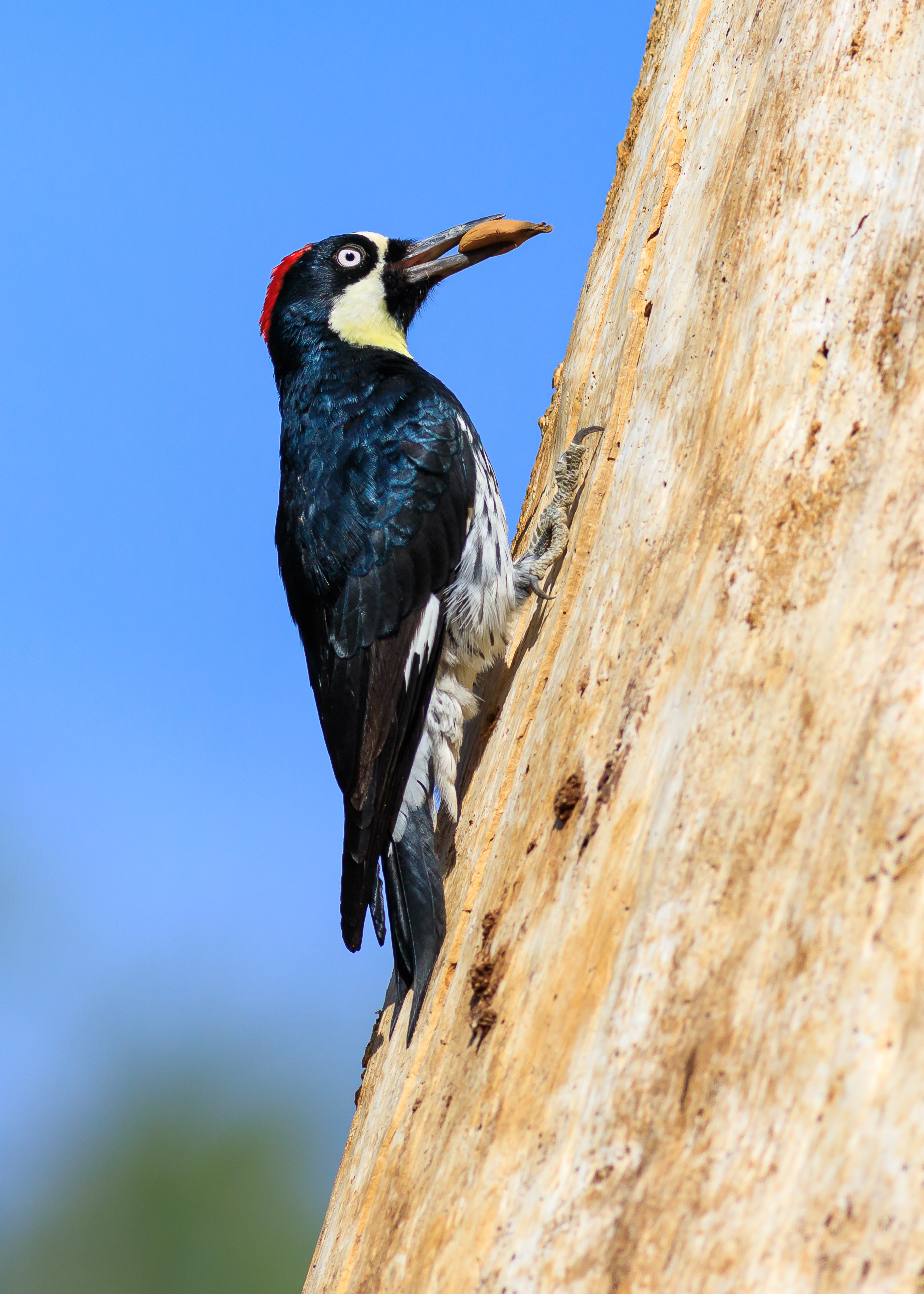
Weiblicher Eichelspecht (M. f. bairdi) an einem Speicherbaum in Upper Bidwell Park, Chico, Kalifornien

Fast alle Unterarten des Eichelspechtes betreiben eine intensive herbstliche Vorratshaltung. Bei einigen Populationen der Nominatform ist diese aus bisher nicht bekannten Gründen weniger ausgeprägt, bei den Vögeln der Unterart M. f. flavigula fehlt sie weitgehend. Charakteristisch für die Art ist das Anlegen besonderer Speicher, im Englischen granaries („Kornspeicher“) genannt, in denen tausende Eichelsamen gespeichert werden können. Als Speicherbäume kommen alle Arten mit dicker Rinde in Frage. Die Löcher sind dem zu speichernden Objekt genau angepasst; sie dringen nicht ins Kambium vor und schaden dem Baum nicht. Umfangreiche Speicher sind das Werk vieler Spechtgenerationen, denn jeder einzelne Eichelspecht hackt und bohrt in einem Herbst und Winter nur wenige Speicherlöcher. Die meisten Löcher liegen im Stammbereich, oft auch auf der Unterseite starker Seitenäste. Jede Spechtgruppe unterhält in ihrem Revier einen Hauptspeicher und einige Nebenspeicher. Außer Eicheln werden Nüsse und Kiefernsamen, gelegentlich auch Käfer aufbewahrt. Neben den Bruthöhlen sind die Speicher Zentren des Reviers; sie werden energisch von allen Familienmitgliedern verteidigt.

## Verhalten

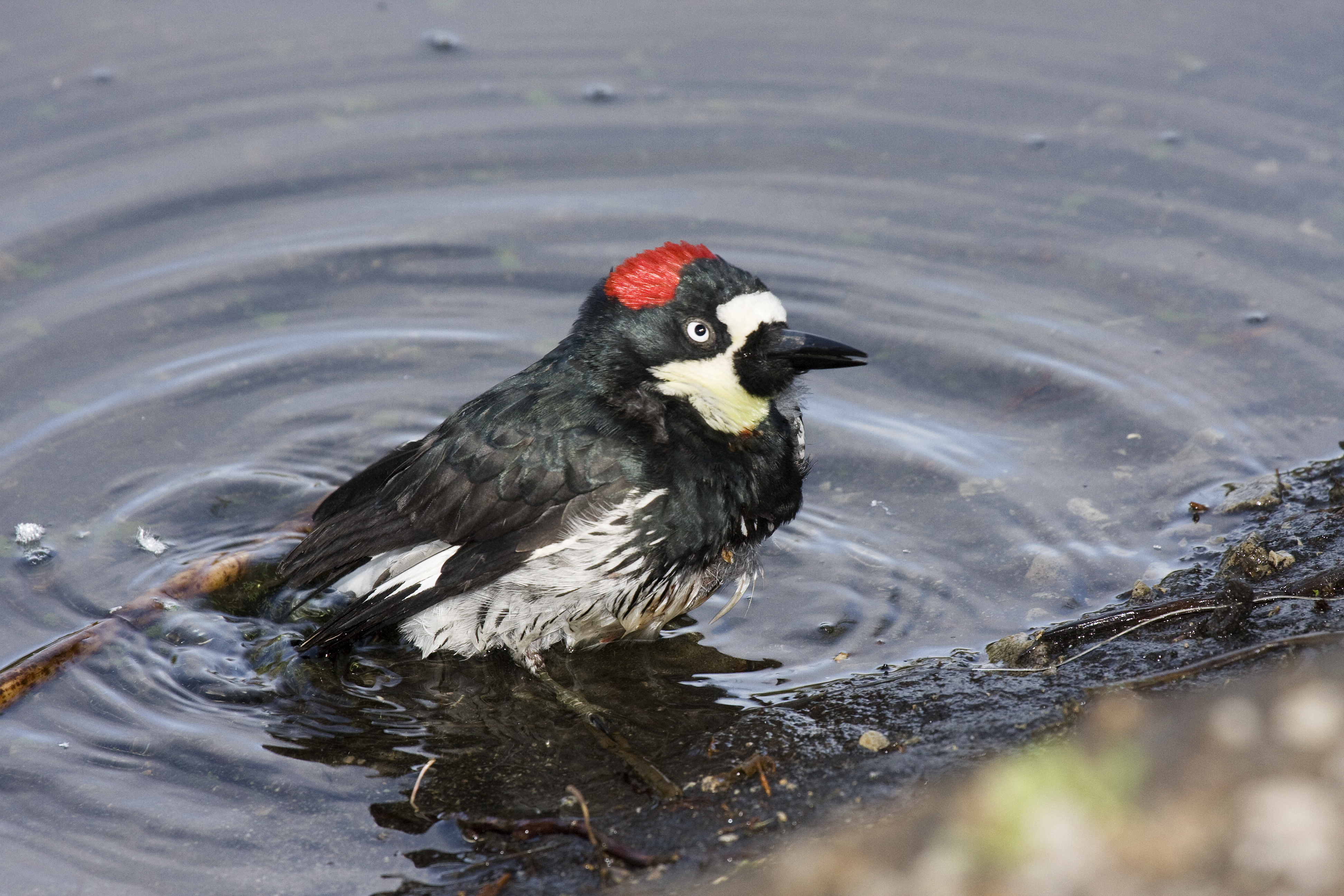
Badendes Weibchen

### Soziales Verhalten
Wie einige andere Arten dieser Gattung leben Eichelspechte in sozialen Verbänden. Die Theorie, dass durch diese soziale Lebensweise ein Lebensraum, der nur beschränkte Ressourcen zur Verfügung stellt, bestmöglich ausgenutzt werden kann (habitat saturation), wird teilweise wieder in Frage gestellt, da Eichelspechte auch in Gegenden mit reichlichem Nahrungsangebot in Familiengruppen leben. Diese Gruppen bestehen aus 2 bis 15 Mitgliedern. Die Gruppen bestehen üblicherweise aus 1–4 männlichen Brütern, 1–2 weiblichen Brütern, wobei eines meist als Hauptbrüterin agiert, und 0–10 Helfern beiderlei Geschlechts. Die Helfer sind meist die Nachkommen aus letztjährigen Bruten. Weibliche Nebenbrüter legen ihre Eier in die Bruthöhle des Hauptweibchens, die diese jedoch bis zum eigenen Legebeginn aus der Höhle trägt, wo sie anschließend von den Familienmitgliedern verzehrt werden. Männliche Nebenbrüter kopulieren mit anderen Weibchen, selten jedoch mit dem Hauptweibchen. Kopulationen von Nebenbrütern werden oft von anderen Männchen, besonders aber dem Hauptmännchen gestört. Eine weitere vehemente innerartliche Aggression kann auftreten, wenn während der Brutzeit ein Hauptbrutpartner stirbt und durch einen anderen ersetzt wird. Dieser zerstört dann fast immer das Gelege oder tötet die Nestlinge. Auch dann, wenn außerhalb der Brutzeit alle männlichen oder weiblichen Brüter verschwinden oder umkommen und Artgenossen von außen diese Lücke zu schließen versuchen, kommt es zu intensiven, oft mehrwöchigen Auseinandersetzungen zwischen den verbliebenen Brütern und Helfern und den Eindringlingen.
Außerhalb dieser reproduktiv bestimmten Situationen leben Eichelspechte in ihrem Familienverband kooperativ, jedoch mit gewisser Distanz zusammen. Die meisten Aktivitäten vollziehen sich im Verband, der andauernd in Stimmfühlung verbunden ist. Hierarchiekämpfe innerhalb einer Gruppe wurden nicht beobachtet.

### Brutverhalten

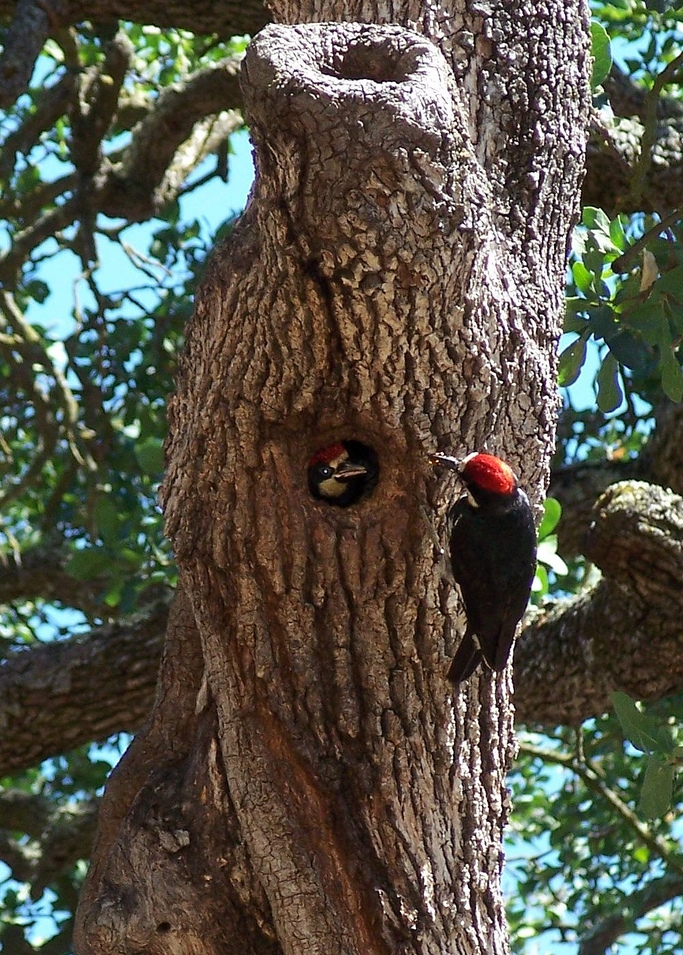
Männlicher Eichelspecht füttert fast flüggen Nestling

Eichelspechte werden zum Ende des ersten Lebensjahres geschlechtsreif; etwas über 31 Prozent der Einjährigen beiderlei Geschlechts schreiten in diesem Alter zur ersten Brut. Im zweiten Lebensjahr sind drei Viertel aller Spechte Brüter. In Einzelfällen können jedoch nichtbrütende Helfer ein Alter von über 5 Jahren aufweisen.
Die Paarungssysteme in Eichelspechtgruppen sind variabel. Es kann ein Hauptpaar bestehen, das weitgehend monogam ist, oder ein Hauptbrüter unterschiedlichen Geschlechts, der sich mit den Brütern des anderen Geschlechtes verpaart. Es wird nur eine Nisthöhle gebaut, weibliche Nebenbrüterinnen legen ihre Eier ebenfalls in diese. Die Nisthöhle befindet sich meist hoch am Stamm oder einem starken Seitenast unterschiedlicher Baumarten; sie kann im Baum liegen, in dem sie auch die Speicher befinden, aber auch bis zu einem Kilometer von der Vorratskammer entfernt. Meist werden abgestorbene Bäume gewählt, zumindest aber vorgeschädigte Stellen ausgenutzt. Bei lebenden Bäumen werden solche mit weichem Holz, insbesondere Pappeln gewählt. Am Bau der Höhle beteiligen sich alle Gruppenmitglieder, die brütenden jedoch stärker als die Helfer. Die Nisthöhlen werden über mehrere Jahre benutzt, dennoch werden jedes Jahr neue gezimmert, sodass einer Eichelspechtgruppe fast immer ausreichend Nist- und Schlafhöhlen zur Verfügung stehen.
Die Legeperiode liegt in Oregon und Kalifornien im April und Mai, in Arizona etwas später; in den mittelamerikanischen Brutgebieten zwischen April und dem Beginn der Hurrikansaison im Juni. In Kolumbien brüten Eichelspechte im März und April. In den kalifornischen Küstengebieten schreiten Eichelspechte bei besonders guter Eichelernte im Spätsommer und Herbst zu einer zweiten Brut; in anderen Regionen werden bei Gelegeverlust zwar Zweitbruten innerhalb desselben Brutzyklus begonnen, regelmäßige, vom Hauptzyklus abgesetzte Zweitbruten wurden nur selten beobachtet.
Die Gelege sind je nach Anzahl der Zweitlegerinnen unterschiedlich groß; durchschnittlich umfassen sie 5 (4–9) reinweiße Eier. Sie werden 11 Tage hauptsächlich von den eierlegenden Weibchen und den brütenden Männchen bebrütet. Der Anteil der Helfer am Brutgeschäft ist gering. Nach dem Schlupf werden die Nestlinge von allen Gruppenmitgliedern betreut. In allen Aspekten der Fürsorge überwiegt der Anteil der eierlegenden Weibchen den der brütenden Männchen; jener der Helfer ist am geringsten, jedoch nicht unbeträchtlich. Nach durchschnittlich 32 Tagen fliegen die Jungspechte aus und werden noch längere Zeit von allen Gruppenmitgliedern mit Nahrung versorgt. Die Ausfliegerate beträgt im Mittel etwas über 60 Prozent; sie ist in großen Familienverbänden am größten.

## Systematik
Der Eichelspecht ist ein Vertreter der Gattung Melanerpes, in der 24 meist mittelgroße Spechte zusammengefasst sind, deren Verbreitungsgebiet Nord-, Mittel- und Südamerika sowie einige der Karibischen Inseln umfasst. Mindestens acht dieser Arten leben dauernd in sozialen Verbänden. Innerhalb dieser Gattung bildet Melanerpes formicivorus (Swainson, 1827) gemeinsam mit dem Blutgesichtspecht und dem Rotkopfspecht die Tribus Melanerpini. Die Art zeigt eine weitgehend klinale geographische Variation in Bezug auf Färbung von Kehle, Brust und Wangen. Zusätzlich bestehen Unterschiede in der Gesamtlänge, in der relativen Schwanz- und der Schnabellänge. Anhand dieser Variablen gelten zurzeit sieben Unterarten als allgemein anerkannt. Genetische Untersuchungen stehen noch aus.
Die Nominatform ist von Arizona und Neu-Mexiko südwärts bis zum Isthmus von Tehuantepec verbreitet. Individuen dieser Unterart und der nördlich und östlich von ihr lebenden Unterart M. f. bairdi Ridgway, 1881 sind die größten; die Kehlfärbung ist weitgehend weiß, ebenso das vordere Wangenfeld. Im Brustgefieder sind nur wenige rote Federn eingestreut. In den südwestlichen USA sind die beiden Gruppen durch die Mojave-Wüste getrennt.
Stark unterscheidet sich die isoliert auf der südlichen Baja California vorkommende Unterart M. f. angustifrons S. F. Baird, 1870, bei der die Iris eher einen bräunlichen Farbton aufweist, und deren Flügellänge von allen Unterarten die mit Abstand kleinste ist.

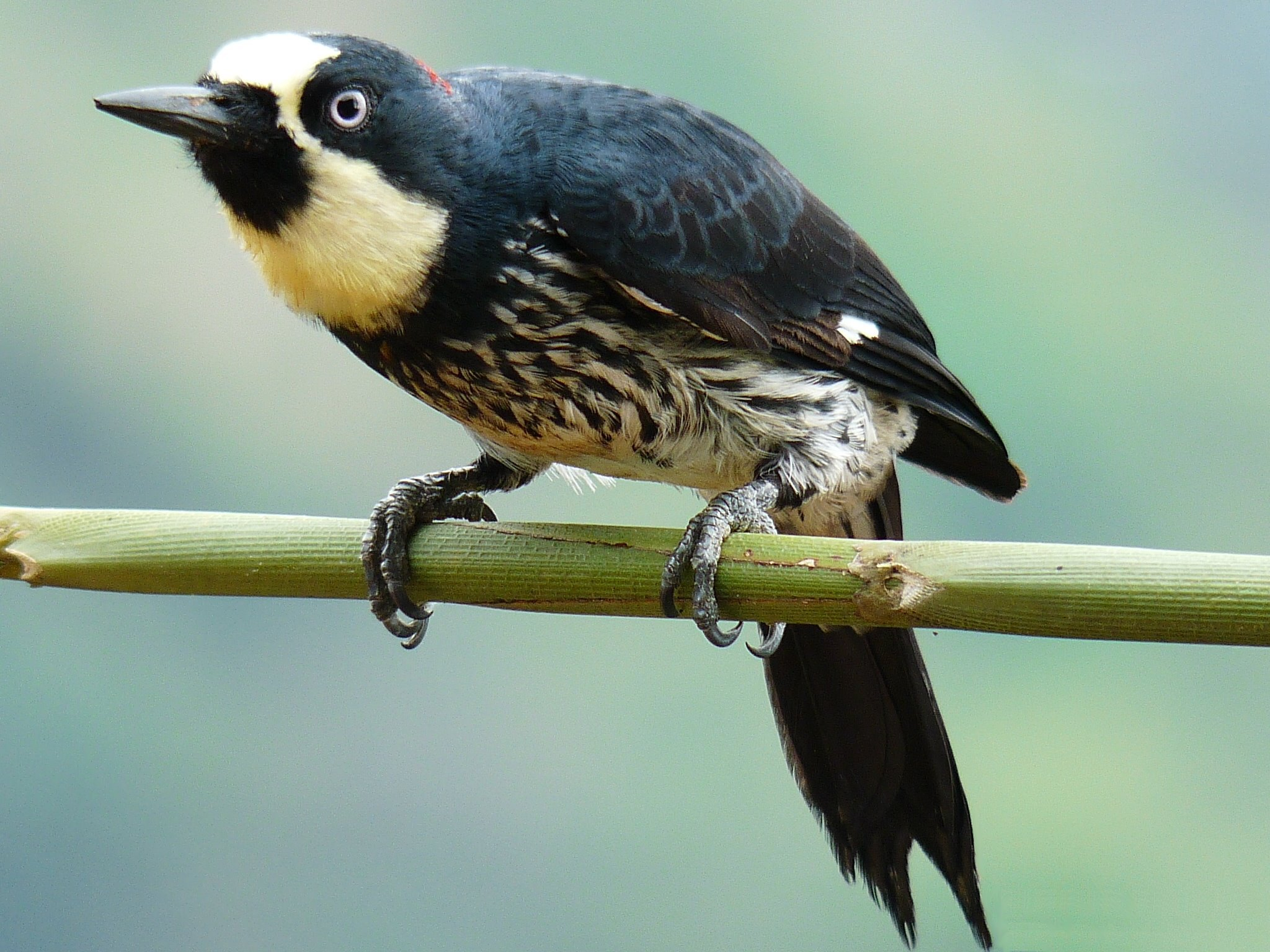
Melanerpes f. flavigula – Männchen

Die in den Bergländern Mittelamerikas voneinander isoliert lebenden Unterarten M. f. lineatus (Dickey & Van Rossem, 1927) (Oaxaca und Chiapas südwärts bis Nicaragua), M. f. albeolus Todd, 1910 (Südliches Belize und Nordosten Guatemala) und M. f. striatipectus Ridgway, 1874 (Bergländer von Costa Rica und Bergregionen in Panama), ähneln einander in der Größe sehr, und sind auch in der Färbung nur geringfügig verschieden. Alle weisen einen relativ großen Anteil an roten Federn im schwarzen Brustgefieder auf.
M. f. striatipectus leitet zur südlichsten Unterart M. f. flavigula (Malherbe, 1849) über, die isoliert in einigen Andenregionen Kolumbiens vorkommt. Bei diesen Vögeln ist das Gesichtsfeld gelb behaucht, die Kehle hingegen satt gelb. Bei flavigula tragen nur die Männchen eine in der Größe stark reduzierte rote Kopfplatte, während bei den Weibchen die Scheitelpartie schwarz ist. Zusammen mit angustifrons gehören die beiden letztgenannten Unterarten zu den kleinsten Vertretern dieser Art.

## Bestand und Gefährdung
Birdlife International listet den Eichelspecht in keiner Gefährdungsstufe. Dieselbe Quelle beziffert die Gesamtpopulation nach einer Schätzung von 2003 mit etwas über 3 Millionen Individuen. In vielen Teilen seines Verbreitungsgebietes ist der Eichelspecht die häufigste Spechtart.